# Rok Buzeti
Rok Buzeti, slovenski nogometaš, * 10. februar 1988.
Buzeti je profesionalni nogometaš, ki igra na položaju vezista. Od leta 2022 je član avstrijskega kluba Nestelbach. Pred tem je igral za slovenske klube Maribor, Zavrč, Nafto Lendava, Gorico, Muro 05, Ljutomer in Bakovce ter avstrijske Kukmirn, Minihof/Liebau in Sinabelkirchen. Skupno je v prvi slovenski ligi odigral 119 tekem in dosegel pet golov, v drugi slovenski ligi pa 31 tekem in štiri gole. Bil je tudi član slovenske reprezentance do 18, 19 in 20 let.